# 小行星3746
小行星3746，又称为河源星，是由紫金山天文台在1964年10月8日发现的主带小行星。
小行星3746在2000年12月18日正式以河源市命名。